# Croustade avignonnaise à la viande
La croustade avignonnaise à la viande est un mets de la cuisine provençale. 

## Historique
Alors que les recettes actuelles ont été simplifiées, Jean-Baptiste Reboul, dans son livre La Cuisinière provençale, fait part de préparations plus complexes : ainsi, pour une croustade à la grive, la farce est constituée d'un mélange de porc pilé et tamisé, et d'un salpicon liant « deux ou trois » truffes avec autant de jambon, le tout venant agrémenter la viande marinée prélevée sur des grives, cuite dans une pâte et arrosée d'une sauce à base de fond de grives.

## Ingrédients
Pour réaliser ce mets, on utilise de la pâte feuilletée,  de la viande d’agneau (ou de veau) hachée,  de la chair à saucisse,  des échalotes hachées, du beurre ou de l’huile d’olive, de la farine, du vin rouge, du sel et du poivre.

## Préparation et consommation
Les viandes et les échalotes, salées et poivrées, sont placées dans un saladier et arrosées de vin rouge. La pâte feuilletée est étalée en rectangle, puis la farce est déposée sur la pâte qui est roulée. L’opération terminée, les rouleaux sont badigeonnés d’œuf battu puis placés dans le four. La cuisson dure trois quarts d’heure environ. Ce mets, qui peut être dégusté avec une salade verte, apparaît sur les tables, soit en entrée, soit en hors-d'œuvre, de mars à juin et de septembre à novembre.

## Accord mets/vin
Ce « grand plat de la gastronomie française » doit être accompagné d'un des grands vins rouges de la vallée du Rhône tel que le châteauneuf-du-pape, le saint-joseph ou le côte-rôtie.